# タカサゴ科
タカサゴ科（タカサゴか、高砂科、学名：Caesionidae）は、硬骨魚綱スズキ目の科。およそ23種を含む。フエダイ科と似ているが、プランクトンの摂取に適応しており、大きな餌は摂らない。インド太平洋の岩礁に生息する。
円筒形、流線形の魚類で、最大60 cm (24 in)に成長するが、大半の種はその半分程度までしか成長しない。上あごは伸ばすことができ、プランクトンをつかまえるのに適している。

## 主な種
- クマザサハナムロ属（英語版）
  - タカサゴ
  - クマザサハナムロ
- タカサゴ属
  - ウメイロモドキ
  - ササムロ
  - ハナタカサゴ
  - ユメウメイロ